# Délamination (géologie)
Pour un article plus général, voir Délaminage.
 (octobre 2023).

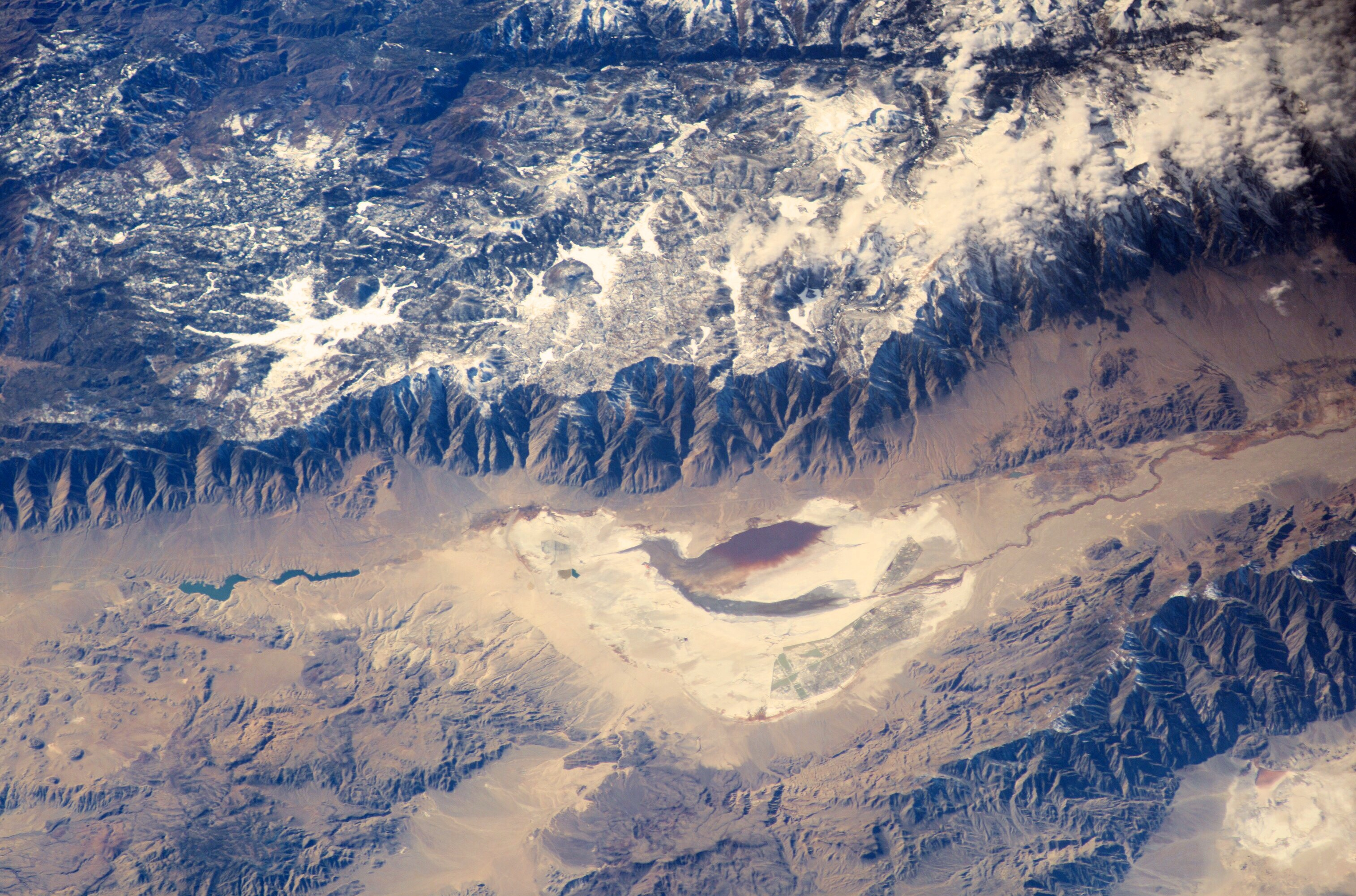
Vue depuis la station spatiale internationale (ISS) montrant les montagnes de la Sierra Nevada (Californie) formées par délaminage de la croûte terrestre à leur aplomb.

La délamination d'une partie inférieure de la croûte terrestre est un phénomène géologique de grande ampleur se traduisant par la perte et l'enfoncement dans l'asthénosphère d'une partie de la lithosphère. 
Lorsqu'une quantité importante de matériaux denses est décapée sous une plaque tectonique, il en résulte un amincissement crustal à cet endroit. La partie restante de la croûte et de la lithosphère subit alors une  surrection rapide due à l'allègement local de la croûte. L'orogenèse ainsi amorcée entraîne la formation d'une chaîne de montagnes souvent accompagnée de l'apparition de volcanisme.